# Gwangbokjeol teuksa
Gwangbokjeol teuksa (광복절 특사?), noto anche con il titolo internazionale Jail Breakers, è un film del 2002 diretto da Kim Sang-jin.

## Trama
Due detenuti, dopo molti anni di prigionia, riescono ad evadere dalla loro prigione, salvo poi scoprire che il giorno successivo sarebbero stati liberati in seguito a una speciale e improvvisa amnistia: i due devono quindi riuscire a ritornare nelle loro celle prima che qualcuno si accorga della loro fuga.